# Tyrannus forficatus
Tyrannus forficatus là một loài chim trong họ Tyrannidae.